# Swaindelphys
Swaindelphys is een geslacht van uitgestorven buideldierachtigen uit de Herpetotheriidae die tijdens het Paleoceen in Noord-Amerika leefden.

## Fossiele vondsten
Fossielen van Swaindelphys zijn gevonden in Swain Quarry in Wyoming, de Nacimiento-formatie in New Mexico en de Black Peaks-formatie in het Big Bend National Park in Texas. De vondsten dateren uit de North American Land Mammal Ages Torrejonian en Tiffanian.

## Kenmerken
De eerste soorten, zoals de typesoort S. cifellii, waren iets groter dan een dwergbuidelrat. S. solastella uit het Tiffanian was veel groter. Met het formaat van een egel was deze soort de grootst bekende buideldierachtige uit het Paleoceen van Noord-Amerika. Swaindelphys was een op de grond levende omnivoor.